# Lithosoma ochlerotatus
Lithosoma ochlerotatus är en sjöstjärneart som beskrevs av Macan 1938. Lithosoma ochlerotatus ingår i släktet Lithosoma och familjen ledsjöstjärnor.
Artens utbredningsområde är Tanzania. Inga underarter finns listade i Catalogue of Life.